# 16975 Delamere
16975 Delamere è un asteroide della fascia principale. Scoperto nel 1998, presenta un'orbita caratterizzata da un semiasse maggiore pari a 2,3913129 UA e da un'eccentricità di 0,2194141, inclinata di 10,72238° rispetto all'eclittica.